# The Ambassador's Daughter
The Ambassador's Daughter (bra: A Filha do Embaixador) é um filme estadunidense de 1956, do gênero comédia romântica, dirigido por Norman Krasna, e estrelado por Olivia de Havilland, John Forsythe, Myrna Loy e Adolphe Menjou.

## Sinopse
Joan Fisk (Olivia de Havilland), a filha do embaixador estadunidense na França, está cansada de realizar tarefas diplomáticas e periféricas – como entreter esposas de personalidades importantes ou de outros embaixadores e diplomatas. Para mudar de ares, ela aposta com seu pai que os militares podem ser cavalheiros, e decide namorar um deles sem revelar seu alto status social. O que Joan não imagina é que ela pode ganhar muito mais do que apenas sua aposta.

## Elenco
- Olivia de Havilland como Joan Fisk
- John Forsythe como Sargento Danny Sullivan
- Myrna Loy como Sra. Cartwright
- Adolphe Menjou como Senador Jonathan Cartwright
- Tommy Noonan como Al O'Connor, amigo de Danny
- Francis Lederer como Príncipe Nicholas Obelski
- Edward Arnold como Embaixador William Fisk
- Minor Watson como General Andrew Harvey

## Produção
Em fevereiro de 1954, Krasna anunciou que escreveria e dirigiria o filme original "Speak to Me of Love", para Jerry Wald na Columbia. Gene Tierney estrelaria. Em março, o título foi alterado para "The Ambassador's Daughter".
Em abril de 1954, o acordo com a Columbia foi cancelado. Em janeiro de 1955, Van Johnson foi anunciado como o papel principal masculino.
O filme acabou não sendo feito na Columbia – em fevereiro de 1955, Krasna assinou um contrato para escrever e dirigir dois filmes para a United Artists; o primeiro foi "The Ambassador's Daughter" e o segundo se chamaria "Red Roses", mas acabou não sendo feito.
Olivia de Havilland foi escalada em junho daquele ano. Johnson acabou não aparecendo no filme; John Forsythe foi escalado no mês seguinte. Adolphe Menjou juntou-se ao filme em setembro.